# إبراهام البلغاري
ابراهام بلغاريا (توفي في 1 أبريل 1229) هو قديس مسيحي للكنيسة الروسية الأورثوذكسية تحول من الإسلام إلى المسيحية وأصبح شهيدًا لدى الكنيسة.
ولد في فولغا بلغاريا التي أصبحت الآن تتارستان في روسيا. كبر وأصبح تاجرًا إسلاميًا، وتحول بعد ذلك إلى المسيحية. قتل على يد مواطنيه لتحوله من الإسلام إلى المسيحية. آثاره محفوظة بمدينة فلاديمير (روسيا). يحتفل بعيد استشهاده في 6 مارس من كل عام.